# Stade Rennais Football Club 2022-2023
Questa voce raccoglie le informazioni riguardanti lo Stade Rennais Football Club nelle competizioni ufficiali della stagione 2022-2023.

## Stagione
La stagione 2022-2023 è la centoventunesima nella storia del club e la sua sessantaseiesima nella massima divisione. Essa vede lo Stade Rennais partecipare alla Ligue 1, per la ventinovesima stagione consecutiva, e alla Coppa di Francia in ambito nazionale; all'Europa League in ambito europeo.

## Divise e sponsor
Lo sponsor tecnico per la stagione 2022-2023 è Puma, mentre il main sponsor ufficiale è Samsic, azienda francese tra i leader europei nei servizi alle imprese. Il top sponsor è Blot, azienda operante nel campo degli annunci immobiliari; i top sponsor sono: Del Arte, catena di ristoranti italiani; Launay, azienda operante nel campo immobiliare; ELA, l'Associazione Europea Leucodistrofia. Lo sleeve sponsor è Rose Groupe, azienda specializzata nelle costruzioni in legno.
| Casa | Trasferta | Terza maglia |

## Rosa
Rosa e numerazione aggiornate al 17 maggio 2023. 
 In corsivo i calciatori ceduti durante la stagione
| N. |                    | Ruolo | Calciatore          |
| -- | ------------------ | ----- | ------------------- |
| 1  | Turchia (bandiera) | P     | Doğan Alemdar       |
| 2  | Galles (bandiera)  | D     | Joe Rodon           |
| 3  | Francia (bandiera) | D     | Adrien Truffert     |
| 4  | Francia (bandiera) | D     | Loïc Badé           |
| 5  | Belgio (bandiera)  | D     | Arthur Theate       |
| 6  | Francia (bandiera) | C     | Lesley Ugochukwu    |
| 7  | Francia (bandiera) | A     | Martin Terrier      |
| 8  | Francia (bandiera) | C     | Baptiste Santamaria |
| 9  | Francia (bandiera) | A     | Serhou Guirassy     |
| 9  | Francia (bandiera) | A     | Arnaud Kalimuendo   |
| 10 | Ghana (bandiera)   | A     | Kamaldeen Sulemana  |
| 10 | Belgio (bandiera)  | A     | Jérémy Doku         |
| 14 | Francia (bandiera) | C     | Benjamin Bourigeaud |
| 15 | Camerun (bandiera) | D     | Christopher Wooh    |
| 17 | Camerun (bandiera) | A     | Karl Toko Ekambi    |
| 18 | Francia (bandiera) | D     | Jeanuël Belocian    |
| 19 | Francia (bandiera) | A     | Amine Gouiri        |

| N. |                        | Ruolo | Calciatore               |
| -- | ---------------------- | ----- | ------------------------ |
| 20 | Francia (bandiera)     | C     | Flavien Tait             |
| 21 | Croazia (bandiera)     | C     | Lovro Majer              |
| 22 | Francia (bandiera)     | D     | Lorenz Assignon          |
| 23 | Francia (bandiera)     | D     | Warmed Omari             |
| 24 | Francia (bandiera)     | A     | Gaëtan Laborde           |
| 25 | Norvegia (bandiera)    | D     | Birger Meling            |
| 27 | Mali (bandiera)        | D     | Hamari Traoré (capitano) |
| 28 | Francia (bandiera)     | A     | Matthis Abline           |
| 30 | Francia (bandiera)     | P     | Steve Mandanda           |
| 31 | Francia (bandiera)     | D     | Guéla Doué               |
| 33 | Francia (bandiera)     | C     | Désiré Doué              |
| 34 | Belgio (bandiera)      | A     | Ibrahim Salah            |
| 41 | Gabon (bandiera)       | A     | Alan Do Marcolino        |
| 50 | Francia (bandiera)     | P     | Elias Damergy            |
| 80 | Portogallo (bandiera)  | C     | Xeka                     |
| 89 | Francia (bandiera)     | P     | Romain Salin             |
| 90 | Inghilterra (bandiera) | D     | Djed Spence              |

## Calciomercato

### Sessione estiva(dal 1º/7 al 1º/9)
| Acquisti         | Acquisti          | Acquisti            | Acquisti                  |
| R.               | Nome              | da                  | Modalità                  |
| ---------------- | ----------------- | ------------------- | ------------------------- |
| A                | Amine Gouiri      | Nizza               | definitivo (28 milioni €) |
| A                | Arnaud Kalimuendo | Paris Saint-Germain | definitivo (20 milioni €) |
| D                | Arthur Theate     | Bologna             | definitivo (19 milioni €) |
| D                | Christopher Wooh  | Lens                | definitivo (9 milioni €)  |
| P                | Steve Mandanda    | Olympique Marsiglia | gratuito                  |
| D                | Joe Rodon         | Tottenham           | prestito                  |
| C                | Xeka              |                     | svincolato                |
| Altre operazioni |                   |                     |                           |
| R.               | Nome              | da                  | Modalità                  |
| C                | James Lea Siliki  | Middlesbrough       | fine prestito             |
| A                | Matthis Abline    | Le Havre            | fine prestito             |
| C                | Yann Gboho        | Vitesse             | fine prestito             |
| A                | Metehan Güçlü     | Emmen               | fine prestito             |
| A                | Franck Rivollier  | Stade Briochin      | fine prestito             |

| Cessioni | Cessioni         | Cessioni      | Cessioni                  |
| R.       | Nome             | a             | Modalità                  |
| -------- | ---------------- | ------------- | ------------------------- |
| D        | Nayef Aguerd     | West Ham Utd  | definitivo (35 milioni €) |
| A        | Mathys Tel       | Bayern Monaco | definitivo (20 milioni €) |
| A        | Gaëtan Laborde   | Nizza         | definitivo (15 milioni €) |
| C        | James Lea Siliki | Estoril Praia | gratuito                  |
| C        | Jonas Martin     | Lilla         | gratuito                  |
| D        | Jérémy Gélin     | Amiens        | gratuito                  |
| C        | Yann Gboho       | Cercle Bruges | gratuito                  |
| P        | Pépé Bonet       | Red Star      | gratuito                  |
| A        | Metehan Güçlü    | Emmen         | gratuito                  |
| A        | Franck Rivollier | Olympic FC    | gratuito                  |
| A        | Serhou Guirassy  | Stoccarda     | gratuito                  |
| A        | Loum Tchaouna    | Digione       | gratuito                  |
| C        | Andy Diouf       | Basilea       | prestito                  |
| D        | Loïc Badé        | Middlesbrough | prestito                  |
| A        | Junior Kadile    | Famalicão     | prestito                  |

### Sessione invernale(dal 2/1 al 31/1)
| Acquisti | Acquisti         | Acquisti        | Acquisti                 |
| R.       | Nome             | da              | Modalità                 |
| -------- | ---------------- | --------------- | ------------------------ |
| A        | Ibrahim Salah    | Gent            | definitivo (3 milioni €) |
| D        | Karl Toko Ekambi | Olympique Lione | prestito (1,5 milioni €) |
| D        | Loïc Badé        | Middlesbrough   | fine prestito            |
| D        | Djed Spence      | Tottenham       | prestito                 |

| Cessioni | Cessioni           | Cessioni    | Cessioni                  |
| R.       | Nome               | a           | Modalità                  |
| -------- | ------------------ | ----------- | ------------------------- |
| D        | Loïc Badé          | Siviglia    | prestito                  |
| A        | Kamaldeen Sulemana | Southampton | definitivo (25 milioni €) |
| P        | Alfred Gomis       | Como        | prestito                  |
| A        | Matthis Abline     | Auxerre     | prestito                  |
| C        | Noah Françoise     | Avranches   | prestito                  |

## Risultati

### Ligue 1

#### Girone di andata
| Arbitro: | Dechepy (Piccardia) |

|  |           |                   |
|  | Marcatori | 65’ (aut.) Theate |

| Arbitro: | Pignard (Rodano-Alpi) |

|            |           |             |
| Embolo 72’ | Marcatori | 59’ Laborde |

| Arbitro: | El Hadj (Rodano-Alpi) |

|                        |           |                |
| Terrier 18’ Theate 62’ | Marcatori | 57’ El Idrissy |

| Arbitro: | Brisard (Maine) |

|                          |           |             |
| S. Fofana 65’ Openda 69’ | Marcatori | 30’ Laborde |

| Arbitro: | Millot (Île-de-France) |

|                                     |           |             |
| Rodon 53’ Terrier 89’ D. Doué 90+1’ | Marcatori | 57’ Honorat |

| Arbitro: | Vernice (Mediterranée) |

|          |           |                         |
| Ugbo 14’ | Marcatori | 48’ Baptiste Santamaria |

| Arbitro: | Léonard (Lorena) |

|                                                        |           |  |
| Sulemana 3’ Gouiri 60’ Terrier 68’ Tait 79’ Abline 85’ | Marcatori |  |

| Arbitro: | Bastien (Lorena) |

|               |           |                      |
| Guendouzi 52’ | Marcatori | 25’ (aut.) Guendouzi |

| Arbitro: | Wattellier (Linguadoca-Rossiglione) |

|                   |           |                                       |
| Diallo 72’ (rig.) | Marcatori | 38’ Kalimuendo 49’ Terrier 61’ Gouiri |

| Arbitro: | Batta (Mediterranée) |

|                                 |           |  |
| Gouiri 28’ Terrier 80’ Doué 84’ | Marcatori |  |

| Arbitro: | Frappart (Île-de-France) |

|                             |           |                    |
| Terrier 38’, 77’ Gouiri 47’ | Marcatori | 23’, 72’ Lacazette |

| Arbitro: | Gaillouste (Borgogna) |

|            |           |                                  |
| Salama 53’ | Marcatori | 43’ Gouiri 90+3’ (rig.) L. Majer |

| Arbitro: | Frappart (Île-de-France) |

|                                       |           |  |
| Terrier 15’ Kalimuendo 23’ Gouiri 85’ | Marcatori |  |

| Arbitro: | Hamel (Linguadoca-Rossiglione) |

|           |           |                       |
| Fonte 16’ | Marcatori | 58’ (rig.) Bourigeaud |

| Arbitro: | Delajod (Rodano-Alpi) |

|                               |           |              |
| Bourigeaud 25’ Kalimuendo 58’ | Marcatori | 55’ Dallinga |

| Arbitro: | El Hadj (Rodano-Alpi) |

|                           |           |              |
| Balogun 6’, 84’ Flips 22’ | Marcatori | 45+1’ Theate |

| Arbitro: | Léonard (Lorena) |

|                           |           |             |
| Terrier 5’ Bourigeaud 89’ | Marcatori | 21’ Barkley |

| Arbitro: | Turpin (Borgogna) |

|                        |           |                |
| Kyei 30’ Gastien 90+4’ | Marcatori | 73’ Kalimuendo |

| Arbitro: | Bastien (Lorena) |

|            |           |  |
| Traoré 64’ | Marcatori |  |

#### Girone di ritorno
| Arbitro: | Turpin (Borgogna) |

|                       |           |          |
| Talbi 13’ Le Bris 31’ | Marcatori | 72’ Tait |

| Arbitro: | Bollengier (Nord-Passo di Calais) |

|                            |           |  |
| Gouiri 3’, 21’ D. Doué 51’ | Marcatori |  |

| Arbitro: | Batta (Mediterranée) |

|           |           |                                      |
| Gouiri 1’ | Marcatori | 89’ Zhegrova 85’ Cabella 90+3’ Gomes |

| Arbitro: | Stinat (Maine) |

|                                      |           |                    |
| Ratão 27’ Aboukhlal 28’ Dallinga 37’ | Marcatori | 55’ (aut.) Rouault |

| Arbitro: | Dechepy (Piccardia) |

|                     |           |  |
| Kalimuendo 37’, 64’ | Marcatori |  |

| Arbitro: | Pignard (Rodano-Alpi) |

|  |           |          |
|  | Marcatori | 19’ Doku |

| Arbitro: | Wattellier (Linguadoca-Rossiglione) |

|  |           |               |
|  | Marcatori | 57’ Kolašinac |

| Auxerre 11 marzo 2023, ore 17:00 CET 27ª giornata | Auxerre                | 0 – 0 referto | Rennes | Stade de l'Abbé-Deschamps (15 695 spett.)\| Arbitro: \| Vernice (Mediterranée) \| |
| Arbitro:                                          | Vernice (Mediterranée) |               |        |                                                                                   |

| Arbitro: | Delajod (Rodano-Alpi) |

|  |           |                                |
|  | Marcatori | 45’ Toko Ekambi 48’ Kalimuendo |

| Arbitro: | Stinat (Maine) |

|  |           |            |
|  | Marcatori | 31’ Openda |

| Arbitro: | Bastien (Lorena) |

|                                       |           |            |
| Tolisso 60’ Lacazette 68’ Barcola 79’ | Marcatori | 11’ Gouiri |

| Arbitro: | Stinat (Maine) |

|                         |           |  |
| Doku 9’, 19’ Theate 68’ | Marcatori |  |

| Arbitro: | Buquet (Piccardia) |

|              |           |  |
| Mavididi 83’ | Marcatori |  |

| Arbitro: | Batta (Mediterranée) |

|                                                |           |                               |
| Gouiri 25’ Hountondji 35’ (aut.) Doku 54’, 84’ | Marcatori | 19’ (rig.) Bentaleb 42’ Niane |

| Arbitro: | Delajod (Rodano-Alpi) |

|                       |           |                |
| Laborde 50’ Moffi 72’ | Marcatori | 78’ Bourigeaud |

| Arbitro: | Batta (Mediterranée) |

|                                                |           |  |
| Theate 14’ Bourigeaud 65’ Toko Ekambi 70’, 74’ | Marcatori |  |

| Arbitro: | Wattellier (Linguadoca-Rossiglione) |

|  |           |                                              |
|  | Marcatori | 13’ Santamaria 30’, 39’, 70’ Gouiri 36’ Doku |

| Arbitro: | Turpin (Borgogna) |

|                      |           |  |
| Majer 52’ Gouiri 73’ | Marcatori |  |

| Arbitro: | Brisard (Maine) |

|                     |           |                       |
| Belkebla 34’ (rig.) | Marcatori | 14’, 45+1’ Bourigeaud |

### Coppa di Francia
| Arbitro: | Gaillouste (Borgogna) |

|            |           |                         |
| Maja 45+2’ | Marcatori | 23’ Bourigeaud 53’ Doku |

| Arbitro: | Frappart (Île-de-France) |

|               |           |  |
| Guendouzi 59’ | Marcatori |  |

### UEFA Europa League

#### Fase a gironi
| Arbitro: | Kruashvili |

|              |           |                           |
| Sanjurjo 33’ | Marcatori | 29’ Theate 90+4’ Assignon |

| Arbitro: | Kul'bakoŭ |

|                       |           |                                   |
| Terrier 52’ Majer 54’ | Marcatori | 60’ Kahveci 90+2’ (rig.) Valencia |

| Arbitro: | Sánchez Martínez |

|                      |           |              |
| Terrier 23’ Doué 89’ | Marcatori | 33’ Cyhankov |

| Arbitro: | Gözübüyük |

|  |           |          |
|  | Marcatori | 48’ Wooh |

| Arbitro: | Simović |

|                               |           |                            |
| Valencia 42’ Zajc 82’ Mor 88’ | Marcatori | 5’, 30’ Gouiri 16’ Terrier |

| Arbitro: | Al-Hakim |

|            |           |           |
| Abline 17’ | Marcatori | 76’ Lopes |

#### Fase ad eliminazione diretta
| Arbitro: | Peljto |

|                                   |           |                 |
| Kryskiv 11’ Bondarenko 45’ (rig.) | Marcatori | 59’ Toko Ekambi |

| Arbitro: | Stieler |

|                                              |                      |                                                         |
| Toko Ekambi 52’ Salah 106’                   | Marcatori            | 119’ (aut.) Belocian                                    |
| Doué Doku Meling Gouiri Tait Omari Ugochukwu | Tiri di rigore 4 – 5 | Nazaryna Sudakov Bondarenko Bondar Sikan Konoplja Kelsy |

## Statistiche

### Statistiche di squadra
| Competizione     | Punti                | In casa | In casa | In casa | In casa | In casa | In casa | In trasferta | In trasferta | In trasferta | In trasferta | In trasferta | In trasferta | Totale | Totale | Totale | Totale | Totale | Totale | DR  |
| Competizione     | Punti                | G       | V       | N       | P       | Gf      | Gs      | G            | V            | N            | P            | Gf           | Gs           | G      | V      | N      | P      | Gf     | Gs     | DR  |
| ---------------- | -------------------- | ------- | ------- | ------- | ------- | ------- | ------- | ------------ | ------------ | ------------ | ------------ | ------------ | ------------ | ------ | ------ | ------ | ------ | ------ | ------ | --- |
| Ligue 1          | 68                   | 19      | 15      | 0       | 4       | 43      | 14      | 19           | 6            | 5            | 8            | 26           | 25           | 38     | 21     | 5      | 12     | 69     | 39     | +30 |
| Coppa di Francia | Sedicesimi di finale | 0       | 0       | 0       | 0       | 0       | 0       | 2            | 1            | 0            | 1            | 2            | 2            | 2      | 1      | 0      | 1      | 2      | 2      | 0   |
| Europa League    | Spareggi             | 4       | 2       | 2       | 0       | 7       | 5       | 4            | 2            | 1            | 1            | 7            | 6            | 8      | 4      | 3      | 1      | 14     | 13     | +1  |
| Totale           | -                    | 23      | 17      | 2       | 4       | 50      | 19      | 25           | 9            | 6            | 10           | 35           | 34           | 48     | 26     | 8      | 14     | 85     | 54     | +31 |

### Andamento in campionato
| Giornata  | 1  | 2  | 3 | 4  | 5 | 6 | 7 | 8 | 9 | 10 | 11 | 12 | 13 | 14 | 15 | 16 | 17 | 18 | 19 | 20 | 21 | 22 | 23 | 24 | 25 | 26 | 27 | 28 | 29 | 30 | 31 | 32 | 33 | 34 | 35 | 36 | 37 | 38 |
| --------- | -- | -- | - | -- | - | - | - | - | - | -- | -- | -- | -- | -- | -- | -- | -- | -- | -- | -- | -- | -- | -- | -- | -- | -- | -- | -- | -- | -- | -- | -- | -- | -- | -- | -- | -- | -- |
| Luogo     | C  | T  | C | T  | C | T | C | T | T | C  | C  | T  | C  | T  | C  | T  | C  | T  | C  | T  | C  | C  | T  | C  | T  | C  | T  | T  | C  | T  | C  | T  | C  | T  | C  | T  | C  | T  |
| Risultato | P  | N  | V | P  | V | N | V | N | V | V  | V  | V  | V  | N  | V  | P  | V  | P  | V  | P  | V  | P  | P  | V  | V  | P  | N  | V  | P  | P  | V  | P  | V  | P  | V  | V  | V  | V  |
| Posizione | 17 | 16 | 9 | 13 | 6 | 9 | 6 | 8 | 6 | 6  | 5  | 4  | 3  | 3  | 3  | 4  | 4  | 4  | 5  | 5  | 5  | 5  | 6  | 5  | 5  | 5  | 5  | 5  | 6  | 6  | 6  | 6  | 6  | 6  | 6  | 6  | 5  | 4  |

Legenda:

Luogo: C = Casa; T = Trasferta. Risultato: V = Vittoria; N = Pareggio; P = Sconfitta.